# Neoseiulus chaudhrii
Neoseiulus chaudhrii är en spindeldjursart som beskrevs av Chant och D. McMurtry 2003. Neoseiulus chaudhrii ingår i släktet Neoseiulus och familjen Phytoseiidae. Inga underarter finns listade i Catalogue of Life.